# Championnat de Malaisie de football 2006-2007
Navigation
Saison 2005-2006 Saison 2007-2008
La saison 2007 du Championnat de Malaisie de football est la vingt-sixième édition de la première division à Malaisie. Cette saison est la quatrième édition de la Super League, la nouvelle mouture du championnat organisé par la fédération. Les quatorze meilleurs clubs du pays sont regroupés au sein d'une poule unique où ils s'affrontent deux fois, à domicile et à l'extérieur. À la fin de la compétition, les deux derniers du classement sont relégués et remplacés par les deux meilleurs clubs de Premier League, la deuxième division malaise.
Pour la deuxième saison consécutive, c'est un club promu de D2, Kedah FA qui remporte le championnat cette saison, après avoir terminé en tête du classement final, avec deux points d'avance sur Perak FA et onze sur le duo composé du club brunéien de Brunei DPMM FC et de Terengganu FA, tous deux également promus. C'est le deuxième titre de champion de Malaisie du club, après celui remporté en 1993. Kedah FA réalise même le doublé en s'imposant en finale de la Coupe de Malaisie face à Perlis FA.
À l'issue de la saison, le champion et le vainqueur de la Coupe de Malaisie (ou le deuxième du championnat en cas de doublé) se qualifient pour la Coupe de l'AFC.

## Les clubs participants
| - Pahang FA - Selangor FA - Perlis FA - Perak FA - Sarawak FA - Club promu de D2 - Kedah FA - Club promu de D2 - Terengganu FA - Club promu de D2 | - Melaka Telekom - Selangor MPPJ - Forfait - Penang FA - Negeri Sembilan FA - Johor FC - Club promu de D2 - Brunei DPMM FC - Club promu de D2 - Melaka FA - Club promu de D2 |

## Compétition
Le barème de points servant à établir le classement se décompose ainsi :
- Victoire : 3 points
- Match nul : 1 point
- Défaite : 0 point

### Classement
| Rang | Équipe                | Pts | J  | G  | N | P  | Bp | Bc | Diff |
| ---- | --------------------- | --- | -- | -- | - | -- | -- | -- | ---- |
| 1    | Kedah FA'P'C          | 55  | 24 | 17 | 4 | 3  | 54 | 21 | +33  |
| 2    | Perak FA              | 53  | 24 | 16 | 5 | 3  | 58 | 22 | +36  |
| 3    | Brunei DPMM FCP       | 44  | 24 | 13 | 5 | 6  | 46 | 29 | +17  |
| 4    | Terengganu FAP        | 44  | 24 | 13 | 5 | 6  | 41 | 29 | +12  |
| 5    | Perlis FA             | 43  | 24 | 13 | 4 | 7  | 47 | 25 | +22  |
| 6    | Johor FCP             | 39  | 24 | 11 | 6 | 7  | 35 | 26 | +9   |
| 7    | Melaka Telekom        | 36  | 24 | 10 | 6 | 8  | 35 | 35 | 0    |
| 8    | Selangor FA           | 28  | 24 | 8  | 4 | 12 | 28 | 35 | -7   |
| 9    | Pahang FA             | 27  | 24 | 7  | 6 | 11 | 32 | 41 | -9   |
| 10   | Penang FA             | 24  | 24 | 6  | 6 | 12 | 25 | 36 | -11  |
| 11   | Negeri Sembilan FAT   | 24  | 24 | 6  | 6 | 12 | 29 | 46 | -17  |
| 12   | Sarawak FAP           | 10  | 24 | 2  | 4 | 18 | 28 | 65 | -37  |
| 13   | Melaka FAP            | 9   | 24 | 2  | 3 | 19 | 24 | 72 | -48  |
| 14   | Selangor MPPJ forfait |     |    |    |   |    |    |    |      |

|  | Qualification pour la Coupe de l'AFC 2008                                                |
|  | Relégation en Premier League                                                             |
|  | T : Tenant du titre C : Vainqueur de la Coupe de Malaisie P : Club promu en Super League |

## Bilan de la saison
| Championnat de Malaisie de football 2006-2007 |                           |
| Champion                                      | Kedah FA (2e titre)       |
| Coupes et trophées                            |                           |
| Vainqueur de la Coupe de Malaisie 2006-2007   | Kedah FA                  |
| Qualifications continentales                  |                           |
| Coupe de l'AFC 2008                           | Kedah FA                  |
| Coupe de l'AFC 2008                           | Perak FA                  |
| Promotions et relégations                     |                           |
| Promus en Super League                        | Polis-Di-Raja Malaysia FA |
| Promus en Super League                        | UPB-MyTeam FC             |
| Relégués en Premier League                    | Selangor MPPJ             |
| Relégués en Premier League                    | Melaka FA                 |